# Bastnäsita-(Nd)
La bastnäsita-(Nd) és un mineral de la classe dels carbonats, que pertany al grup de la bastnäsita. Rep el seu nom de les mines de Bastnäs (Suècia), més el sufix "-(Nd)" per la dominància del neodimi en la seva composició.

## Característiques
La bastnäsita-(Nd) és un carbonat de fórmula química Nd(CO₃)F. És l'anàleg amb fluor de l'hidroxilbastnäsita-(Nd). Va ser publicada sense aprovació l'any 1992 a partir d'unes mostres de la mina Clara (Selva Negra, Alemanya), fins que va ser aprovada com a espècie vàlida per l'Associació Mineralògica Internacional l'any 2011. Cristal·litza en el sistema hexagonal. La seva duresa a l'escala de Mohs es troba entre 4 i 4,5.
Segons la classificació de Nickel-Strunz, la bastnäsita-(Nd) pertany a «05.BD: Carbonats amb anions addicionals, sense H₂O, amb elements de terres rares (REE)» juntament amb els següents minerals: cordilita-(Ce), lukechangita-(Ce), zhonghuacerita-(Ce), kukharenkoïta-(Ce), kukharenkoïta-(La), cebaïta-(Ce), cebaïta-(Nd), arisita-(Ce), arisita-(La), bastnäsita-(Ce), bastnäsita-(La), bastnäsita-(Y), hidroxilbastnäsita-(Ce), hidroxilbastnäsita-(Nd), hidroxilbastnäsita-(La), parisita-(Ce), parisita-(Nd), röntgenita-(Ce), sinquisita-(Ce), sinquisita-(Nd), sinquisita-(Y), thorbastnäsita, horvathita-(Y), qaqarssukita-(Ce) i huanghoïta-(Ce).

## Formació i jaciments
Va ser descoberta a la pegmatita de Stetind, a Tysfjord (Nordland, Noruega), on es troba als voltants dels cristalls de bastnäsita-(Ce), que es troben en les cavitats de la fluorita ítrica, on sol trobar-se associada a altres minerals com: vyuntspakhkita-(Y), stetindita, kozoïta-(Nd), fluorita, calcioancilita-(Nd) i bastnäsita-(Ce). També ha estat descrita a la mina Clara (Selva Negra, Alemanya) i a Rejkovo (Regió de Banská Bystrica, Eslovàquia).